# Xã Liberty, Quận Union, Indiana
Xã Liberty (tiếng Anh: Liberty Township) là một xã thuộc quận Union, tiểu bang Indiana, Hoa Kỳ. Năm 2010, dân số của xã này là 1.042 người.